# Komarniško jezero
Komarniško jezero je bilo nekoč gojitveni ribnik (oktober 1996). Jezero je bilo nekdaj v lasti hrastovške graščine. Grad Hrastovec so imeli v lasti gospodje Hrastovški, nato Holeneški in Herbersteini. Poleg grajskega poslopja, kjer so trije ribniki, so imeli v posestvi tudi Komarniško jezero; namenjeno je bilo gojitvi rib. Jezero se je ohranilo, danes je povečano in namenjeno zadrževanju visokih vod. Daje še najbolj naravni videz med vsemi umetnimi jezeri v Pesniški dolini. 
Je pomemben življenjski prostor mnogim vodnim ptičem, kot so siva čaplja, mlakarica, ponirki, čigre, črna liska in zelenonoga tukalica. Za ribolov so zanimivi krap, ščuka, smuč in linj. Od vodnih rastlin tod uspevajo ščitolistna močvirka, beli lokvanj in vodni orešek. V zadnjem času okolico in jezero vse bolj namenjajo turizmu.